# 気多宮村
気多宮村（けたのみやむら）は福島県河沼郡にあった村。現在の会津坂下町気多宮にあたる。

## 歴史
- 1889年（明治22年）4月1日 - 町村制の施行により気多宮村が単独で自治体を形成。
- 1923年（大正12年）4月1日 - 塔寺村・坂本村・新舘村・船杉村と合併して八幡村が発足。同日気多宮村廃止。

## 交通

### 鉄道路線
現在は旧村域に只見線の塔寺駅が所在するが、当時は未開業。

### 道路
- 越後街道（旧・国道49号（一部福島県道43号会津坂下山都線他））